# انتقال میانگین
انتقال میانگین  (به انگلیسی: mean shift)در آمار و ریاضیات،، تکنیکی برای یافتن بیشینه‌های (Maxima) یک تابع توزیع میباشد. این تکنیک، در پردازش تصاویر، بینایی ماشین و خوشه‌بندی کاربرد دارد.

## تاریخچه
این تکنیک در سال 1975 توسط Fukunaga و Hostetler ارائه شده است.

## شرح کلی
انتقال میانگین تکنیکی برای یافتن نقاط بیشینه (مُد) در یک تابع توزیع احتمال میباشد. کاربرد این روش هنگامی هست که نمونه های گسسته‌ای از تابع مورد نظر موجود باشد. این تکنیک دارای ساختار تکرارشونده میباشد و با شروع از یک حدس اولیه، به نقاط بیشینه همگرا میشود. همگرایی این روش در حالت کلی اثبات نشده است هرچند این روش به صورت گسترده‌ای مورد پذیرش قرار گرفته است.

## مُد
مُد (به انگلیسی: Mode) در آمار و ریاضیات، به ارزش یا مقداری که بیشترین بار (تکرار) در یک مجموعه داده آماری رُخ دهد (اتفاق افتد) گفته می‌شود. مد نوعی سنجش گرایش به مرکز است.مد یک توزیع احتمال گسسته مقداری همچون x می باشد که بیشترین مقدار تابع جرم احتمال را می گیرد. مد برای توزیع احتمال پیوسته مقدار x می باشد که تابع چگالی احتمال حداکثر مقدار است بنابراین مد در قله است.
مد یکتا نیست گاهی اوقات توابع چگالی احتمال در چندین نقطه مقادیر دارای حداکثر مقدار هستند.وقتی تابع چگالی احتمال چندین حداکثر محلی دارد به تمام این نقاط مد گفته می شود.
این اصطلاح هم در احتمالات برای یک توزیع احتمالی و هم در آمار برای یک مجموعه داده آماری نمونه‌برداری شده استفاده می‌گردد. کلمه مد از زبان فرانسه گرفته شده‌است و بیشترین تکرار -از یک صفت- در بین مقادیر صفت می‌باشد.
داده‌های آماری ممکن است فاقد مد باشد مثل ۴ و ۶ و ۱ یا اینکه دارای یک مد باشد مثل ۷ و ۶ و ۷ و ۱ یا دو مدی باشند، مانند ۷ و ۶ و ۷ و ۶ و ۱ و ۲.

## شرح تکنیک انتقال میانگین
در نظر بگیرید که هدف ما یافتن مُد بوده و حدس اولیه‌ی ما از مکانِ آن، {\displaystyle x} می‌باشد. حال مجموعه نقاطی که در همسایگی حدس کنونی هستند را در نظر بگیرید، یعنی کمی بزرگتر و کمی کوچکتر از {\displaystyle x}. این مجموعه نقاط همسایگی را {\displaystyle N(x)} مینامیم. اکنون فرض کنید تابعی داریم که برای تخمین بهتر از مکانِ بیشینه، اهمیت نقاط همسایگی را نشان می‌دهد، یعنی به نقاط همسایگی، وزن میدهد. این تابع را در آمار، کرنل می‌نامند. واضح است که یک تابع کرنل میتواند شکل‌های مختلفی داشته باشد. ما در ادامه، از تابع کرنل گوسی استفاده میکنیم که وزن همسایگی {\displaystyle x_{i}} را به صورت {\displaystyle K(x_{i}-x)=e^{-c||x_{i}-x||^{2}}}
میدهد.
حال حدس جدید از مًد، را میتوان به صورت زیر بیان کرد:
{\displaystyle m(x)={\frac {\sum _{x_{i}\in N(x)}K(x_{i}-x)x_{i}}{\sum _{x_{i}\in N(x)}K(x_{i}-x)}}}
که در آن، {\displaystyle m(x)} حدس جدید میباشد. حال {\displaystyle m(x)} را میتوان به جای {\displaystyle x}  قرار داد و الگوریتم را تکرار کرد. شرط پایان آنست که تغیر یافت شده در {\displaystyle m(x)} در دو تکرار این الگوریتم ناچیز باشد.